# Adolfo Ruiz Cortines, Huatusco
Adolfo Ruiz Cortines är en ort i Mexiko.   Den ligger i kommunen Huatusco och delstaten Veracruz, i den sydöstra delen av landet, 230 km öster om huvudstaden Mexico City. Adolfo Ruiz Cortines ligger 1 373 meter över havet och antalet invånare är 643.
Terrängen runt Adolfo Ruiz Cortines är huvudsakligen kuperad, men åt nordost är den platt. Terrängen runt Adolfo Ruiz Cortines sluttar österut. Runt Adolfo Ruiz Cortines är det tätbefolkat, med 276 invånare per kvadratkilometer. Närmaste större samhälle är Huatusco de Chicuellar, 3,4 km öster om Adolfo Ruiz Cortines. I omgivningarna runt Adolfo Ruiz Cortines växer i huvudsak städsegrön lövskog.